# 馬克弗拉加島

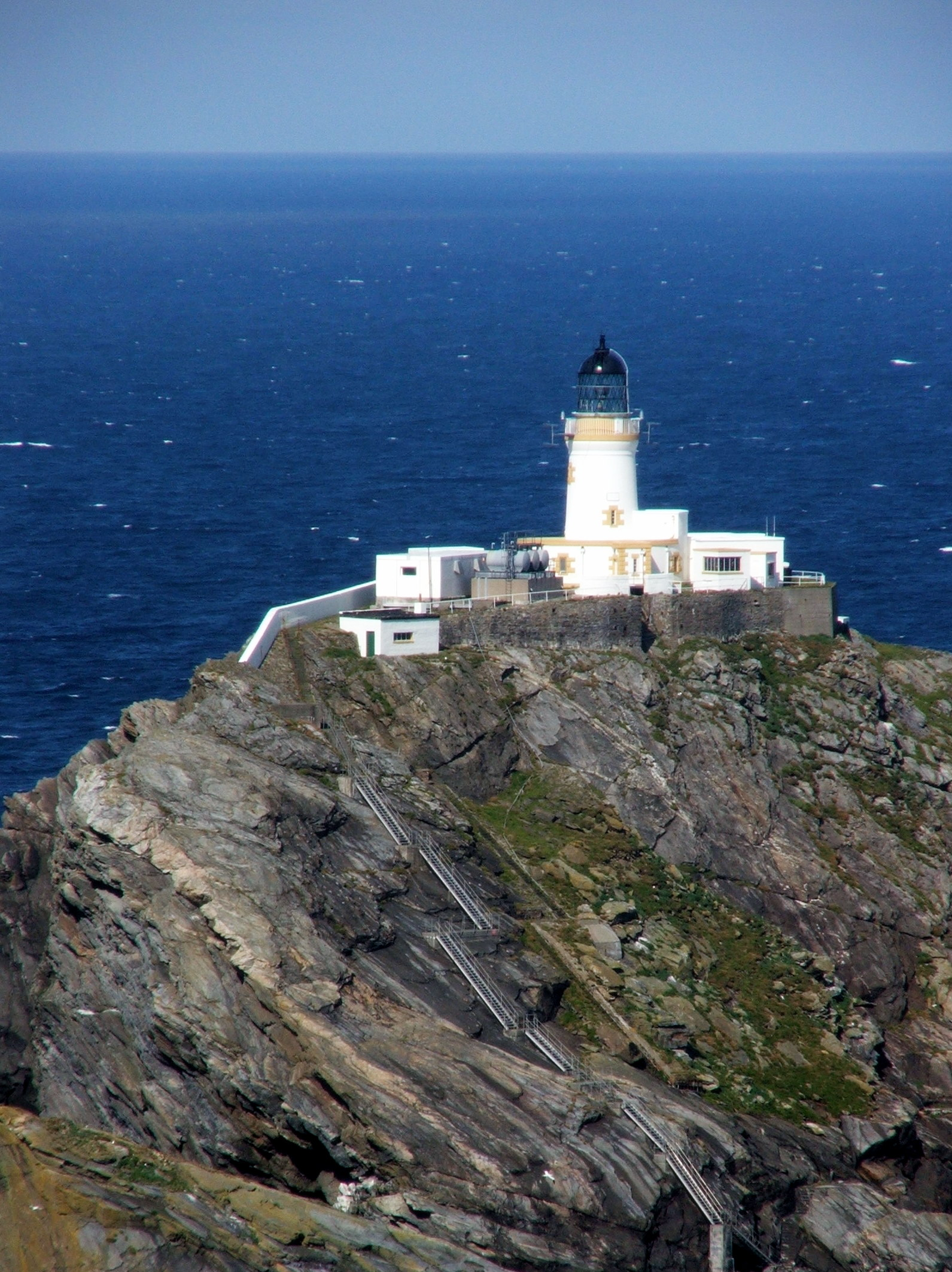
馬克弗拉加島燈塔

馬克弗拉加島（Muckle Flugga）是英國蘇格蘭設得蘭群島的一個島礁。該島經常被誤認為是英國地理最北端，但實際上英國最北端是歐特斯塔克島。島上有一座燈塔。